# Mary Mary
Mary Mary é uma dupla americana de música gospel, formada por duas irmãs, Erica Campbell (nascida em 29 de abril de 1972) e Tina Campbell (nascida em 1 de maio de 1974). A dupla tem junto com Kirk Franklin uma legião de fãs evangélicos nos anos 2000 através da introdução de elementos da soul, hip hop, funk e jazz. Mary Mary partiu para o cenário musical com sua canção popular "Shackles (Praise You)".
Em 2010, a dupla Mary e Mary participou da gravação da nova versão da música "We are the World", composta por Michael Jackson e Leonel Richie em 1985 para arrecadar fundos para o combate a AIDs na África. As irmãs participam da nova versão, voltada para arrecadar fundos para a reconstrução do Haiti, devastado por terremotos no inicio de Janeiro de 2010.

## Singles
| Ano                                                      | Single                                | Posição | Posição   | Posição | Posição  | Álbum                                 |
| Ano                                                      | Single                                | US      | US Gospel | US R&B  | US Dance | Álbum                                 |
| -------------------------------------------------------- | ------------------------------------- | ------- | --------- | ------- | -------- | ------------------------------------- |
| 2000                                                     | "Shackles (Praise You)"               | 28      | 1         | 9       | 19       | Thankful                              |
| 2001                                                     | "I Sings" (featuring BB Jay)          | —       | —         | 68      | —        | Thankful                              |
| 2001                                                     | "Can't Give Up Now"                   | —       | 2         | —       | —        | Thankful                              |
| 2001                                                     | "Wade in the Water"                   | —       | 16        | —       | —        | Thankful                              |
| 2002                                                     | "In the Morning"                      | —       | 1         | 54      | —        | Incredible                            |
| 2002                                                     | "Thank You" (featuring Kirk Franklin) | —       | —         | 105     | —        | Incredible                            |
| 2002                                                     | "I Try"                               | —       | —         | —       | —        | Incredible                            |
| 2003                                                     | "Dance, Dance, Dance"                 | —       | 1         | —       | —        | Gotta Have Gospel, Vol. 3             |
| 2003                                                     | "Won't Ever Change"                   | —       | 95        | —       | —        | The Fighting Temptations (soundtrack) |
| 2005                                                     | "Heaven"                              | —       | 1         | 74      | —        | Mary Mary                             |
| 2005                                                     | "The Real Party"                      | —       | —         | —       | —        | Mary Mary                             |
| 2006                                                     | "Yesterday"                           | —       | 1         | 50      | —        | Mary Mary                             |
| 2006                                                     | "Believer"                            | —       | 33        | —       | —        | Mary Mary                             |
| 2006                                                     | "Gift of Love"                        | —       | 35        | —       | —        | non-album single                      |
| 2006                                                     | "Carol of the Bells"                  | —       | —         | —       | —        | A Mary Mary Christmas                 |
| 2008                                                     | "Get Up"                              | 106     | 2         | 30      | 1        | The Sound                             |
| 2008                                                     | "I Worship You"                       | —       | —         | —       | —        | The Sound                             |
| 2009                                                     | "God in Me"                           | 68      | 1         | 5       | 1        | The Sound                             |
| 2009                                                     | "Seattle"                             | —       | 24        | 89      | —        | The Sound                             |
| 2010                                                     | "Walking"                             | 94      | 3         | 14      | 5        | Something Big                         |
| 2011                                                     | "Survive"                             | —       | —         | 63      | —        | Something Big                         |
| "—" indica que o single não entrou nas paradas musicais. |                                       |         |           |         |          |                                       |

### Singles em colaborações
| Ano                                                      | Single                          | Artista                               | Posição | Posição   | Posição | Álbum                                      |
| Ano                                                      | Single                          | Artista                               | US      | US Gospel | US R&B  | Álbum                                      |
| -------------------------------------------------------- | ------------------------------- | ------------------------------------- | ------- | --------- | ------- | ------------------------------------------ |
| 1998                                                     | "Dance"                         | Robin S                               | —       | —         | —       | Dr. Doolittle Soundtrack                   |
| 2008                                                     | "Love Him Like I Do"            | Deitrick Haddon (com Reuben Studdard) | —       | 9         | 124     | Revealed                                   |
| 2010                                                     | "Are You Listening"             | Vários                                | —       | 8         | 28      | Single de caridade pelo terremoto no Haiti |
| 2010                                                     | "We Are the World 25 for Haiti" | Vários                                | 2       | —         | —       | Single de caridade pelo terremoto no Haiti |
| "—" indica que o single não entrou nas paradas musicais. |                                 |                                       |         |           |         |                                            |

## Videografia
Music videos
- "Shackles (Praise You)"
- "I Sings" (featuring BB Jay)
- "Thank You" (featuring Kirk Franklin) from Kingdom Come
- "In The Morning"
- "Heaven"
- "The Real Party"
- "Yesterday"
- "Love Him Like I Do" (Deitrick Haddon featuring Mary Mary & Ruben Studdard)
- "Get Up"
- "I Worship You"
- "God In Me"
- "We are the world" for Haiti